# Fratricide au Burkina
Pour plus de détails, voir Fiche technique et Distribution.
Fratricide au Burkina (Thomas Sankara) est un film documentaire burkinabé réalisé par Didier Mauro et Thuy Tiên Ho, sorti en 2007.
Ce film de la collection « Assassinats politiques » de  Michell Noll traite de la révolution au Burkina Faso et de la disparition du capitaine Thomas Sankara, président du Burkina Faso.

## Synopsis
Au mois d'août 1987, le capitaine Thomas Sankara, chef de l'État burkinabé, prononce un discours à Bobo Dioulasso, la deuxième ville du pays. Il évoque les errements de la révolution qui a transformé la Haute-Volta en Burkina Faso. Révolution qu'il a déclenché quatre ans plus tôt, le 4 août 1983, avec son frère adoptif, Blaise Compaoré.
Sankara fustige les excès des Comités de Défense de la Révolution, évoque le rythme effréné des réformes et les injustices perpétrées à l'égard de ceux que l'on a qualifié de « contre-révolutionnaires ». Il admet que des erreurs ont été commises, et reconnaît qu'il faut procéder à une « rectification ». Le mot est lâché !
Dix semaines plus tard, le mot prend un tout autre sens lorsque le 15 octobre, un commando pénètre dans les bâtiments du Conseil de l'entente, à Ouagadougou. Le jeune capitaine meurt, abattu à trente-huit ans, avec douze de ses proches, gardes du corps et collaborateurs. Les cadavres sont jetés dans une fosse après qu'un médecin eut délivré un permis immédiat d'inhumer, déclarant que Sankara est décédé de « mort naturelle ».

## Fiche technique
- Titre : Fratricide au Burkina (Thomas Sankara)
- Réalisateur : Didier Mauro, Thuy Tiên Ho
- Production : ICTV Solférino, Quartier Latin Media
- Langue : Anglais
- Versions existantes :
- Format : vidéo
- Genre : documentaire politique
- Durée : 52 minutes
- Date de réalisation : 2007
- Montage : Isabelle Collin[1]